# Hot Tub Cinema
Hot Tub Cinema és una experiència cinematogràfica cinematic creada el 2012.
Creats per Asher Charman, els esdeveniments combinen pel·lícules populars amb banyera d'hidromassatge, sovint en espais poc habituals com els terrats, fàbriques antigues o estacions de tren abandonades (com l’antiga estació de metro de Shoreditch, Londres). A més de veure una pel·lícula, els cinèfils tenen l’oportunitat de celebrar-la després de la pel·lícula amb una festa dirigida per VJ.
A més d’espectacles a Londres, s'han celebrat esdeveniments de Hot Tub Cinema a la Ciutat de Nova York, Eivissa, i a diverses ciutats del Regne Unit.
A més dels espectacles regulars, Hot Tub Cinema també ha participat en diversos llançaments de cinema i televisió, com ara una presentació puntual de Spring Breakers que va incloure una aparició de l'escriptor / director Harmony Korine. Celebrat en un parc de bombers abandonat al sud de Londres, a més de la pel·lícula i els convidats posteriors podrien experimentar recreacions d’escenes icòniques a tot el recinte.
També van crear un esdeveniment per al llançament en DVD de The Walking Dead, que incloïa un esquirol rostit (real) i una banyera plena de sang i extremitats.